# John Paiva
John Paiva (Bristol, Rhode Island, 25 gennaio 1943) è un chitarrista e musicista statunitense.
Egli è principalmente conosciuto per essere stato, dal 1975 al 1977, il chitarrista dei The Four Seasons.

## Carriera
Paiva ha cominciato a suonare la chitarra a 14 anni e fin da subito ha dimostrato grandi capacità per lo strumento. 
In giovane età si unisce a diverse band locali, finché non inizia a suonare con i The Happenings, una band statunitense pop con la quale ottiene un buon successo commerciale.
Nel 1975 Gerry Polci e Frankie Valli lo videro ad un concerto con i The Happening e, quando necessitarono di un chitarrista di supporto in studio, lo assunsero. Con la band Paiva ha suonato in due album, Who Loves You (1975) ed Helicopter (1977). In quel periodo il gruppo godette di un incredibile successo commerciale, portato avanti da singoli come Who Loves You e December, 1963 (Oh, What a Night).
Dopo questa esperienza, terminata nel 1977, Paiva ha proseguito una ragguardevole carriera da musicista di supporto, suonando per Fats Domino e Chuck Berry, tra gli altri.
Oggi Paiva vive a Monaco, in Germania, con la moglie e prosegue l'attività di musicista e di insegnante privato.